# Hypocrea corticiicola
Hypocrea corticiicola är en svampart som tillhör divisionen sporsäcksvampar, och som beskrevs av Ellis och Benjamin Matlack Everhart. Hypocrea corticiicola ingår i släktet svampdynor, och familjen Hypocreaceae. Arten har ej påträffats i Sverige.